# 弗拉基米尔·叶利琴科
弗拉基米爾·尤里耶維奇·葉利琴科 (烏克蘭語：Володимир Юрійович Єльченко，羅馬化：Volodymyr Yuriiovych Yelchenko，1959年6月27日—），烏克蘭外交官。2019年12月至2021年2月擔任烏克蘭駐美國大使。2010年7月起擔任烏克蘭駐俄羅斯大使，至2014年3月被召回烏克蘭。2015年12月9日起擔任烏克蘭常駐聯合國代表。

## 個人經歷
1959年，葉利琴科在基輔出生，是烏克蘭文化部長（1971-1973）尤里·尼基福羅維奇·葉利琴科的儿子。 1981年，葉利琴科在基辅大学畢業，取得国际关系和国际法学系學位。1981年起，葉利琴科一直為烏克蘭外交部工作。1997年至2000年他擔任乌克兰常驻美国纽约联合国代表。葉利琴科曾擔任乌克兰外交部多個高級職位。2005-2006年，葉利琴科擔任烏克蘭驻奥地利大使，2006-2010年擔任乌克兰常驻奥地利维也纳国际组织代表。2010年起，葉利琴科担任乌克兰驻俄罗斯联邦大使。 
2014年3月17日，俄羅斯吞并克里米亚危机期間，葉利琴科被召回，就克里米亚危机进行磋商。 此后，烏克蘭在俄羅斯的大使館事務交由臨時代辦處理。 
2015年12月9日，葉利琴科獲任命為乌克兰常驻联合国代表，2019年12月19日獲任命為乌克兰驻美国大使。
2021年2月25日，乌克兰总统弗拉基米尔·泽连斯基任命奧克薩娜·馬爾卡羅娃为乌克兰驻美国大使。根据2021年2月25日法令，泽连斯基解除了葉利琴科驻美国、安提瓜和巴布达和牙买加大使职务。